# Parque nacional La Cangreja
El Parque nacional La Cangreja es un área protegida ubicada entre los distritos montañosos de Chires y Mercedes Sur, en el cantón de Puriscal, Costa Rica. Fue creado el 5 de junio del 2002.
A pesar de su tamaño relativamente pequeño, La Cangreja es un refugio de aves migratorias y posee una flora más rica que la del parque nacional Corcovado. Es el único sitio en el mundo donde existe el árbol Plinia Puriscalensis que da el fruto pegado al tronco. Además protege el último reducto de bosque de Puriscal.

## Creación
Forma parte del Sistema Nacional de Áreas de Conservación (SINAC). Su origen data de 1984, cuando se le otorgó la categoría de Zona Protectora. Posteriormente, mediante el Decreto Ejecutivo N.º 30479-MINAE del 5 de junio de 2002 se declaró como Parque nacional La Cangreja con una superficie de 2.519,23 hectáreas.
Su nombre proviene de la forma particular que posee el cerro La Cangreja de 1.305 metros de altura, que domina el parque y que asemeja en cierta forma a dicho crustáceo visto desde el aire, con varias lomas que sobresalen hacia los lados a modo de patas. La historia indígena habla de un gran Cangrejo que en tiempos remotos se estableció en el cerro e impedía el paso de los lugareños hacia las otras aldeas, hasta que en un momento un valeroso guerrero luchó contra él y logró cortarle una pata lo que desató su rabia y al verse vencido decidió convertirse en piedra, por eso ahora la parte alta del cerro es una conformación rocosa.

## Características
La Cangreja contiene las últimas partes naturales inalteradas de toda la región de Puriscal, también es la principal fuente de abastecimiento de agua para algunas comunidades aledañas (Mastatal, San Vicente, San Miguel y el territorio indígena de Zapatón, entre otras) y sirve para estabilizar el clima local. Aquí se encuentran los ríos Negro y la Quebrada Grande.
El Parque también cuenta con espectaculares cataratas y posee dos zonas de vida: bosque muy húmedo transición a premontano y bosque pluvial premontano.
Desde el año 1988 un grupo de pobladores de Puriscal (actualmente la Fundación Ecotrópica) surgió con la intención de proteger al Parque de manera efectiva en coordinación con el gobierno y con ayuda de voluntarios.

## Ubicación
Administrativamente el parque se encuentra dentro de los distritos de Chires y Mercedes Sur del cantón de Puriscal, provincia de San José. Sus coordenadas medias son 9°43′01″N 84°22′23″O
Geográficamente el PNLC está localizado a 42 km al sur de la ciudad de Santiago de Puriscal y 85 km al suroeste de la ciudad de San José, Costa Rica. La hoja cartográfica es Candelaria N.º 3345 III, del Instituto Geográfico Nacional, entre las coordenadas 184000 - 192000 N y 492000 - 498000 O (ACOPAC-ONCA NATURAL, 2005).

## Relieve
El lugar donde se localiza el PNLC se encuentra dentro de una región que muestra un relieve muy abrupto. El parque presenta un rango altitudinal que va de los 300 m s. n. m. en límite sur del parque (comunidad de Mastatal), hasta los 1.305 m s. n. m. en la cima del cerro La Cangreja (ACOPAC-ONCA NATURAL, 2005). La altimetría tiende a disminuir hacia el sur.

## Clima
No existe un registro oficial de la precipitación pluvial directamente en el parque, aunque la precipitación en la región donde se localiza el mismo, puede oscilar entre los 2.000 y los 4.250 mm anuales. La estación de registro de precipitación oficial más cercana al parque y que se localiza en La Gloria de Puriscal, a 7,6 km. aproximadamente al suroeste del parque, indica una precipitación promedio anual de 3.539 mm (ACOPAC-ONCA NATURAL, 2005). 
Los cambios estacionales, por lo general están bien marcados en cuanto la precipitación: la estación lluviosa va de abril hasta noviembre y la estación seca va de diciembre hasta marzo.
La temperatura promedio usualmente varía entre 20 y 24 °C, aunque suele variar de acuerdo con la altitud y los vientos húmedos que provienen del Océano Pacífico.

## Zonas de vida
Según el sistema de clasificación de zonas de vida del mundo de L.R. Holdridge, representado en el mapa ecológico de Costa Rica por Bolaños, Watson y Tosi (1999), en el parque se encuentran representadas dos zonas de vida: el bosque muy húmedo Tropical y el bosque muy húmedo Premontano, transición a Pluvial. (ACOPAC-ONCA NATURAL, 2005).
El parque nacional La Cangreja posee un bosque de tipo Montano bajo. Con unas 1000 especies de flora, de las cuales 44 son endémicas, siendo las más características el cocobolo, ron ron, nazareno, ajo, pochote, roble de sabana, botarrrama, cachimbo, caobilla, cedro amargo, cristóbal, cenizaro, espavel, fruta dorada, guachipelín, madero negro y mastate.

## Reseña histórica
Se sigue la antigua carretera de lastre a Parrita, y luego desviándose al este (hay señalización). Para su ingreso es recomendado el uso de vehículo de doble tracción en la época lluviosa, pues la vía es en su mayor parte de lastre y barro.
Fue creado por medio de la Ley n.º 6975 Art. 93 03-12-84 Creación Decreto n.º 17455-MAG 31-03-87 (Zona Protectora), y nombrado parque nacional en 2002. Tiene una extensión de 2.240 hectáreas.
A pesar de su tamaño relativamente pequeño, La Cangreja es un refugio de aves migratorias y posee una flora más rica que la del parque nacional Corcovado. Es el único sitio en el mundo donde existe el árbol Plinia puriscalensis, que da el fruto pegado al tronco. Además protege el último reducto de bosque de Puriscal.
Antecedentes
El nombre La Cangreja se refiere a la forma característica del Cerro La Cangreja de 1.305 metros de altitud, que domina el Parque. El cerro La Cangreja, al verlo desde arriba da la apariencia de estar mirando un cangrejo, y las lomas que salen hacia los lados constituirían las patas del mismo, por otra parte la historia indígena habla de un gran Cangrejo que en tiempos remotos se estableció en el cerro e impedía el paso de los lugareños hacia las otras aldeas, hasta que en un momento un valeroso guerrero luchó contra él y logró cortarle una pata lo que desató su rabia y al verse vencido decidió convertirse en piedra, por eso ahora la parte alta del cerro es una formación rocosa.
Características
Es un reducto de bosque de transición entre zonas secas y lluviosas en medio de una zona erosionada. Tiene dos zonas de vida: bosque muy húmedo transición a premontano y bosque pluvial premontano. La precipitación promedio anual es de 2.700 mm y la altitud mínima de 350 m s. n. m. y la máxima de 1.305 m s. n. m.